# Arfeuille-Châtain
Arfeuille-Châtain is een gemeente in het Franse departement Creuse (regio Nouvelle-Aquitaine) en telt 168 inwoners (1999). De plaats maakt deel uit van het arrondissement Aubusson.
Net als elders in Creuse trokken tot voorbij de 19e eeuw veel mannelijke inwoners van Arfeuille-Châtain maandenlang naar andere delen van Frankrijk om te werken in de bouw. Deze "maçons de la Creuse" keerden enkel in de wintermaanden naar huis terug. Halfweg de 19e eeuw betrof dit 33% van alle inwoners van de gemeente.

## Geografie
De oppervlakte van Arfeuille-Châtain bedraagt 20,9 km², de bevolkingsdichtheid is 8,0 inwoners per km².
De onderstaande kaart toont de ligging van Arfeuille-Châtain met de belangrijkste infrastructuur en aangrenzende gemeenten.

## Demografie
Onderstaande figuur toont het verloop van het inwonertal (bron: INSEE-tellingen).